# Armin Jordan
Pour les articles homonymes, voir Jordan.
Armin Jordan, né le 9 avril 1932 à Lucerne et mort le 20 septembre 2006 à Zurich, est un chef d'orchestre suisse.

## Biographie

### Parcours
Après des études au Collège Saint-Michel à Fribourg et au Conservatoire de Lausanne, sa carrière débute dans les théâtres-opéras de Bienne, Soleure (de 1961 à 1963), Saint-Gall et les opéras de Zurich et Bâle. Il a été directeur artistique et chef de l'Orchestre de Chambre de Lausanne (de 1973 à 1985), de l'Ensemble orchestral de Paris (de 1986 à 1992) et enfin de l'Orchestre de la Suisse romande (de 1985 à 1997) par qui il a été réinvité par la suite à plusieurs reprises.
En 1982, il joue le rôle d'Amfortas (sans le chanter, toutefois), dans le film Parsifal de Hans-Jürgen Syberberg, interprétation bouleversante du roi pêcheur.
Plusieurs succès au Grand Théâtre de Genève ont été obtenus avec La Bohème, Così fan tutte, Don Giovanni, Les Noces de Figaro, Madame Butterfly ainsi que Parsifal, Tristan et Isolde, le Ring, etc.
En 2000-2001, Armin Jordan est l'invité de l'Orchestre de Paris, de l'Orchestre radiophonique national de Hollande, de l'Orchestre de la Suisse romande, de l'Orchestre de Chambre de Lausanne, de l'Orchestre de la Tonhalle de Zurich, des Orchestres symphoniques de Nancy, Bâle, Montpellier et Monte-Carlo.
Il a enregistré avec l'Orchestre de Chambre de Lausanne, l'Orchestre national de l'Opéra de Monte-Carlo, l'Orchestre symphonique de Bâle, l'Orchestre philharmonique de Radio France, l'Orchestre national de France, l'Ensemble orchestral de Paris, l'Orchestre de la Suisse romande et Felicity Lott.
Hospitalisé le 15 septembre 2006 à Zurich à la suite d'une syncope au cours d'une représentation à Bâle de L'Amour des trois oranges de Sergueï Prokofiev, il meurt le 20 septembre.

### Famille
Son fils, Philippe Jordan, est également chef d'orchestre.

## Direction d'orchestres
Armin Jordan a dirigé à l'Opéra de Lyon, à l'Opéra de Nancy, à l'Opéra de Bordeaux, de nombreuses fois à l'Opéra de Marseille, au Théâtre de la Monnaie à Bruxelles, à Hambourg, à Munich et à Vienne.

## Distinctions

### Prix
Plusieurs grands prix discographiques lui ont été décernés en France, en Grande-Bretagne, aux États-Unis et en Allemagne.

### Décorations
- Chevalier de la Légion d'honneur Il est fait chevalier en 2000.
- Commandeur de l'ordre des Arts et des Lettres Il est fait commandeur lors de la promotion du 15 février 1996[1].